# 愛玩的姐姐
《愛玩的姐姐》為韓國Channel E推出的綜藝節目，是女性體育明星們為了運動而挑戰之前錯過的東西的節目。《愛玩的姐姐》將展現出背負著“大韓民國代表”的沉重負擔，不允許受傷和小失誤的激烈過去的選手們，透過新的多樣的挑戰和治愈，領悟到如何玩耍的樣子。

## 節目主題
- 出演陣容沒有專業綜藝人，只有女性體育明星組成，將展現平時在節目中無法看到的與眾不同的面貌。
- 方賢英CP說：「拍攝前和出演者進行了採訪，但是有很多相似的回答，沒有關掉鬧鐘睡覺，從小開始運動，一直都是因為訓練日程而度過一生的人。就像遇到外星人一樣」。
- 接著他還補充道：「作為PD，感覺挖掘了新的人類，希望能成為大家對他們的故事交流的話題，還有(觀眾們看著)平時享受的是多麼有趣和重要的事情，希望大家一起感受」。[3][4]

## 固定成員
- 朴世莉，박세리，Pak Seri，1977年9月28日（47歲），高爾夫球
- 南賢喜，남현희，Nam Hyunhee，1981年9月29日（43歲），劍擊
- 韓有美，한유미，Han Yoomi，1982年2月5日（43歲），排球
- 金恩惠（朝鲜语：김은혜 (농구인)），김은혜，Kim Eunhye，1982年7月26日（42歲），籃球
- 金溫兒，김온아，Kim Ona，1988年9月6日（36歲），手球
- 郭珉整（英语：Kwak_Min-jeong），곽민정，Kwak Minjeong，1994年1月23日（31歲），花樣滑冰
- 鄭唯仁（朝鲜语：정유인），정유인，Jung Youin，1994年5月16日（30歲），游泳
- 李在英，이재영，Lee Jaeyeong，1996年10月15日（28歲），排球（因校园暴力事件（朝鲜语：이재영-이다영 학교폭력 가해 사건）下車）
- 李多英，이다영，Lee Dayeong，1996年10月15日（28歲），排球（因校园暴力事件（朝鲜语：이재영-이다영 학교폭력 가해 사건）下車）

## 外部連結
- 玩的姐姐 官方網站 （页面存档备份，存于）
- 玩的姐姐 Youtube （页面存档备份，存于）
- 玩的姐姐 Naver TV （页面存档备份，存于）
- 玩的姐姐 Instagram